# Atletiek op de Paralympische Zomerspelen 2024 - 1500 m mannen T11
De 1500 meter voor mannen klasse T11 op de Paralympische Zomerspelen 2024 vond plaats op 2 september (series) en 3 september (finale) in het Stade de France. Deze klasse is voor blinde atleten die volledig blind zijn of licht waarnemen, maar niet in staat zijn om de vorm van een hand op enige afstand te zien. T11 atleten lopen meestal met een gids. De winnaar van 2020 was de Braziliaan Yeltsin Jacques die in 2024 zijn titel wist te prolongeren. de Ethiopiër Yitayal Silesh Yigzaw behaalde het zilver en Júlio Cesar Agripino uit Brazilië won de bronzen medaille.

## Records
Voorafgaand aan het toernooi waren dit de wereldrecords en Paralympische records.
| Wereldrecord        | Brazilië Yeltsin Jacques | 3:57.60 | Tokio | 31 augustus 2021 |
| Paralympisch record | Brazilië Yeltsin Jacques | 3:57.60 | Tokio | 31 augustus 2021 |

## Series
De eerste twee van beide series kwalificeerden zich direct voor de finale. Van de overgebleven atleten kwalificeerden bovendien de twee snelsten zich voor de finale.

#### Serie 1
| Rang | Naam                                              | Naam | Tijd    | Bijz. |
| ---- | ------------------------------------------------- | ---- | ------- | ----- |
| 1    | Yeltsin Jacques Guilherme Dos Anjos Santos (gids) | BRA  | 4:03.22 | Q, SB |
| 2    | Yitayal Silesh Yigzaw Esubalew Nebere (gids)      | ETH  | 4:06.11 | Q     |
| 3    | Kenya Karasawa Koji Kobayashi (gids)              | JPN  | 4:06.86 | q, SB |
| 4    | Darwin Castro Diego Arévalo Vizhñay (gids)        | ECU  | 4:18.57 |       |

### Serie 2
| Rang | Naam                                                  | Naam | Tijd    | Bijz. |
| ---- | ----------------------------------------------------- | ---- | ------- | ----- |
| 1    | Júlio Cesar Agripino Micael Batista dos Santos (gids) | BRA  | 4:10.10 | Q     |
| 2    | Jimmy Caicedo Daniel Taramuel (gids)                  | ECU  | 4:10.30 | Q     |
| 3    | Aleksander Kossakowski Krzysztof Wasilewski (gids)    | POL  | 4:18.19 | q     |
| —    | Fedor Rudakov Andrei Safronov (gids)                  | NPA  | DNF     |       |

## Finale
| Rang   | Naam                                                  | Naam | Tijd    | Bijz. |
| ------ | ----------------------------------------------------- | ---- | ------- | ----- |
| Goud   | Yeltsin Jacques Guilherme Dos Anjos Santos (gids)     | BRA  | 3:55.82 | WR    |
| Zilver | Yitayal Silesh Yigzaw Esubalew Nebere (gids)          | ETH  | 4:03.21 |       |
| Brons  | Júlio Cesar Agripino Micael Batista dos Santos (gids) | BRA  | 4:04.03 |       |
| 4      | Kenya Karasawa Koji Kobayashi (gids)                  | JPN  | 4:04.40 |       |
| 5      | Jimmy Caicedo Daniel Taramuel (gids)                  | ECU  | 4:10.79 |       |
| 6      | Aleksander Kossakowski Krzysztof Wasilewski (gids)    | POL  | 4:18.86 |       |